# 諾罕·阿邁爾
諾罕·阿邁爾（Nourhan Amer，1993年5月10日—）是一名埃及射擊運動員，主攻10公尺空氣步槍、50公尺步槍三姿和50公尺步槍臥射項目。她曾獲得兩屆非洲射擊錦標賽女子50公尺步槍三姿冠軍。

## 外部連結
- ISSF（页面存档备份，存于）